# Монфермей
Монфермей (фр. Montfermeil) — город и коммуна во французском департаменте Сен-Сен-Дени, округ Ле-Ренси, административный центр кантона Монфермей.

## Географическое положение
Монфермей находится в 30 км восточнее Парижа и связан с ним линией скоростного транспорта RER, пригородными поездами, трамвайными и автобусными маршрутами. Лежит среди холмов на берегу Марны.

## История
Город впервые упоминается в исторических документах в 1122 году как Monte Firmo, а затем, в 1124 году, как Montfermolio. Название переводится как «укреплённая гора».
В Средние века феодал Адам де Монфермей основывает тут приорат (1164).
Во время Столетней войны, 12 сентября 1429 года, через город прошла Жанна д`Арк.
Король Генрих IV учредил в Монфермее ярмарку святого Михаила и даровал городу привилегию устраивать рыночные дни дважды в неделю.
В XVII веке Мишель Шамильяр, министр Людовика XIV построил тут замок и осушил болотистую часть города.
В XIX веке здесь появляются дома зажиточных горожан. Во время Франко-прусской войны город занимают германские войска.  Монфермей упоминается в романе Виктора Гюго «Отверженные».
Постепенно город все больше разрастался и приобретал облик типичных парижских предместий. Сейчас здесь проживает много эмигрантов. В 2005 году город значительно пострадал от массовых беспорядков.

## Достопримечательности
- Церковь апостолов Петра и Павла (XIII век)
- Ветряная мельница (1742 г.)
- Музей труда
- Дворец и дворцовый парк Ле-Седр (XVII век)
- Пети-Шато (XVII век)
- Дом историка Функа-Брентано
- Фонтан Жана Вальжана

## Города-побратимы
- Вустерхаузен (Доссе) , Германия